# Nesogalepsus conspersus
Nesogalepsus conspersus är en bönsyrseart som beskrevs av Sjostedt 1930. Nesogalepsus conspersus ingår i släktet Nesogalepsus och familjen Tarachodidae. Inga underarter finns listade i Catalogue of Life.